# Dąbrowa (Polkowice)
Pour les articles homonymes, voir Dąbrowa.
Dąbrowa est une localité polonaise de la gmina et du powiat de Polkowice en voïvodie de Basse-Silésie.